# 26-та артилерійська дивізія (СРСР)
26-та артилерійська Сивашсько-Штеттінська двічі Червонопрапорна ордена Суворова дивізія (26 АртД, в/ч 43160) — з'єднання артилерійських військ Радянської армії, яке існувало у 1956―1992 роках. Дивізія створена 19 квітня 1956 року на основі 305-ї гарматної артилерійської бригади у місті Ковель, Волинська область. 
Від січня 1992 року перейшла під юрисдикцію України як 26-та артилерійська дивізія ЗСУ.

## Історія
Створена 19 квітня 1956 року на основі 305-ї гарматної артилерійської бригади у місті Ковель, Волинська область.
У 1976 році створено 911-й протитанковий артилерійський полк.
У 1978: 2 полки з 152-мм МЛ-20, 2 полки з 130-мм М-46, 1 полк з БМ-21 та 1 полк з 100-мм T-12
У 1989 році:
- 904-й гвардійський реактивний артилерійський полк було перейменовано на 337-му гвардійську артилерійську бригаду
- 895-й гарматний артилерійський полк переформовано в 3000-ну базу зберігання майна.

Від січня 1992 року перейшла під юрисдикцію України як 26-та артилерійська дивізія ЗСУ.

## Структура
Протягом історії з'єднання його структура та склад неодноразово змінювались.

### 1975
- 899-й гвардійський важкий гаубичний артилерійський полк (Кам'янка-Бузька, Львівська область) - колишня 2-га гвардійська гаубична бригада
- 900-й гаубичний артилерійський полк (Кам'янка-Бузька, Львівська область)
- 895-й гарматний артилерійський полк (Кам'янка-Бузька, Львівська область)
- 897-й гвардійський гарматний артилерійський полк (Тернопіль, Тернопільська область) - колишня 1-ша гвардійська гарматна артилерійська бригада
- 904-й гвардійський реактивний артилерійський полк (Дрогобич, Львівська область) - колишній 98-й гвардійський мінометний полк
- 000 розвідувальний артилерійський батальйон (Ізяслав, Хмельницька область)

### 1980
- 899-й гвардійський важкий гаубичний артилерійський полк (Кам'янка-Бузька, Львівська область)
- 900-й гаубичний артилерійський полк (Кам'янка-Бузька, Львівська область)
- 895-й гарматний артилерійський полк (Кам'янка-Бузька, Львівська область)
- 897-й гвардійський гарматний артилерійський полк (Тернопіль, Тернопільська область)
- 904-й гвардійський реактивний артилерійський полк (Дрогобич, Львівська область)
- 911-й протитанковий артилерійський полк (Дрогобич, Львівська область)
- 000 розвідувальний артилерійський батальйон (Ізяслав, Хмельницька область) - у 1980 розгорнутий в 1457-й розвідувальний артилерійський полк

### 1988
- 899-й гвардійський важкий гаубичний артилерійський полк (Кам'янка-Бузька, Львівська область)
- 900-й гаубичний артилерійський полк (Кам'янка-Бузька, Львівська область)
- 895-й гарматний артилерійський полк (Кам'янка-Бузька, Львівська область)
- 897-й гвардійський гарматний артилерійський полк (Тернопіль, Тернопільська область)
- 904-й гвардійський реактивний артилерійський полк (Дрогобич, Львівська область)
- 911-й протитанковий артилерійський полк (Дрогобич, Львівська область)
- 1457-й розвідувальний артилерійський полк (Ізяслав, Хмельницька область)

## Оснащення
Оснащення на 19.11.90 (за умовами УЗЗСЄ):
- Штаб дивізії: 1 ПРП-3 та 1 Р-145БМ
- 900-й гаубичний артилерійський полк: 48 122-мм гаубиця Д-30, 2 ПРП-3, 12 1В18, 4 1В19, 1 Р-145БМ, 3 БТР-60 та 60 МТ-ЛБТ
- 899-й гвардійський важкий гаубичний артилерійський полк: 48 152мм 2А65 «Мста-Б», 2 ПРП-3, 12 1В18, 4 1В19, 1 Р-145БМ та 2 БТР-60
- 897-й гвардійський гарматний артилерійський полк: 48 152мм 2А65 «Мста-Б», 4 2С1 «Гвоздика», 9 2С3 «Акація», 6 122-мм гаубиця Д-30, 1 ПРП-3, 2 ПРП-4, 12 1В18, 4 1В19, 1 Р-145БМ та 2 БТР-60
- 911-й протитанковий артилерійський полк: 100мм Т-12, 1 ПРП-3, 5 Р-145БМ та 84 МТ-ЛБТ (включаючи деякі з встановленими протитанковими ракетними комплексами)
- 337-ма гвардійська реактивна артилерійська бригада: 47 9А52 «Смерч», 3 9П140 «Ураган», 2 БМ-21 «Град», 3 122-мм гаубиця Д-30, 2 152мм 2А36 «Гіацинт-Б», 1 2С3 «Акація», 1 2С7 «Піон», 1 ПРП-3, 6 1В18, 2 1В19, 1 Р-145БМ та 4 БТР-60
- 3000-на база зберігання майна: 12 1В18, 4 1В19 та 1 Р-145БМ